# Tadeusz Truskolaski
Tadeusz Truskolaski (Stare Kapice, 10 aprile 1958) è un economista, politico ed esperantista polacco.

## Biografia
Esponente della Piattaforma Civica, dal 5 dicembre 2006 è sindaco di Białystok, nella Polonia nord-orientale. È succeduto a Ryszard Tur, dell'Unione Cristiano-Nazionale.
Truskolaski conosce la lingua esperanto; nell'agosto 2007 ha indirizzato un discorso in tale lingua ai convenuti al 92º Congresso Universale di Esperanto (92° UK), tenutosi a Yokohama (Giappone), invitandoli a partecipare all'UK del 2009, destinato a tenersi proprio a Białystok in occasione del centocinquantesimo anniversario della nascita, in città, di Ludwik Lejzer Zamenhof, l'iniziatore della lingua internazionale.

## Opere
- Podstawy finansów przedsiębiorstw (2002) - ISBN 83-89031-36-1
- Transport a dynamika wzrostu gospodarczego w południowo-wschodnich krajach bałtyckich (2006) - ISBN 83-7431-081-2